# Canberra Nord
 (août 2024).
Si vous disposez d'ouvrages ou d'articles de référence ou si vous connaissez des sites web de qualité traitant du thème abordé ici, merci de compléter l'article en donnant les références utiles à sa vérifiabilité et en les liant à la section « Notes et références ».

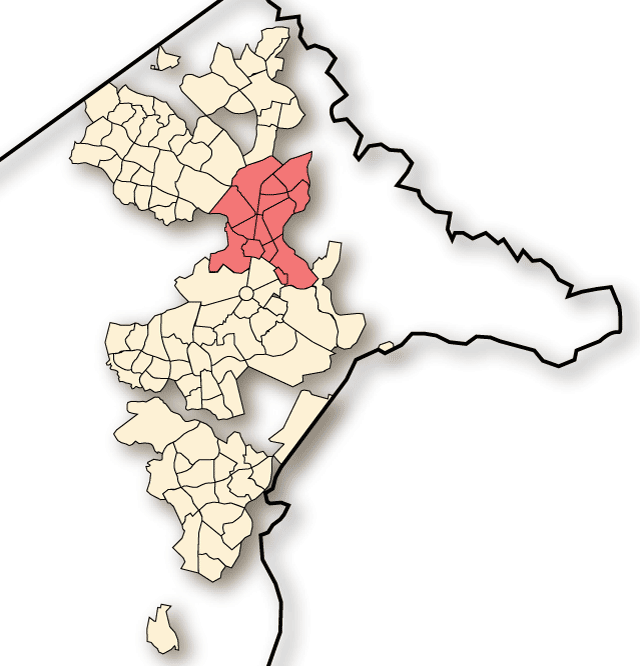
L'arrondissement de Canberra Nord à Canberra.

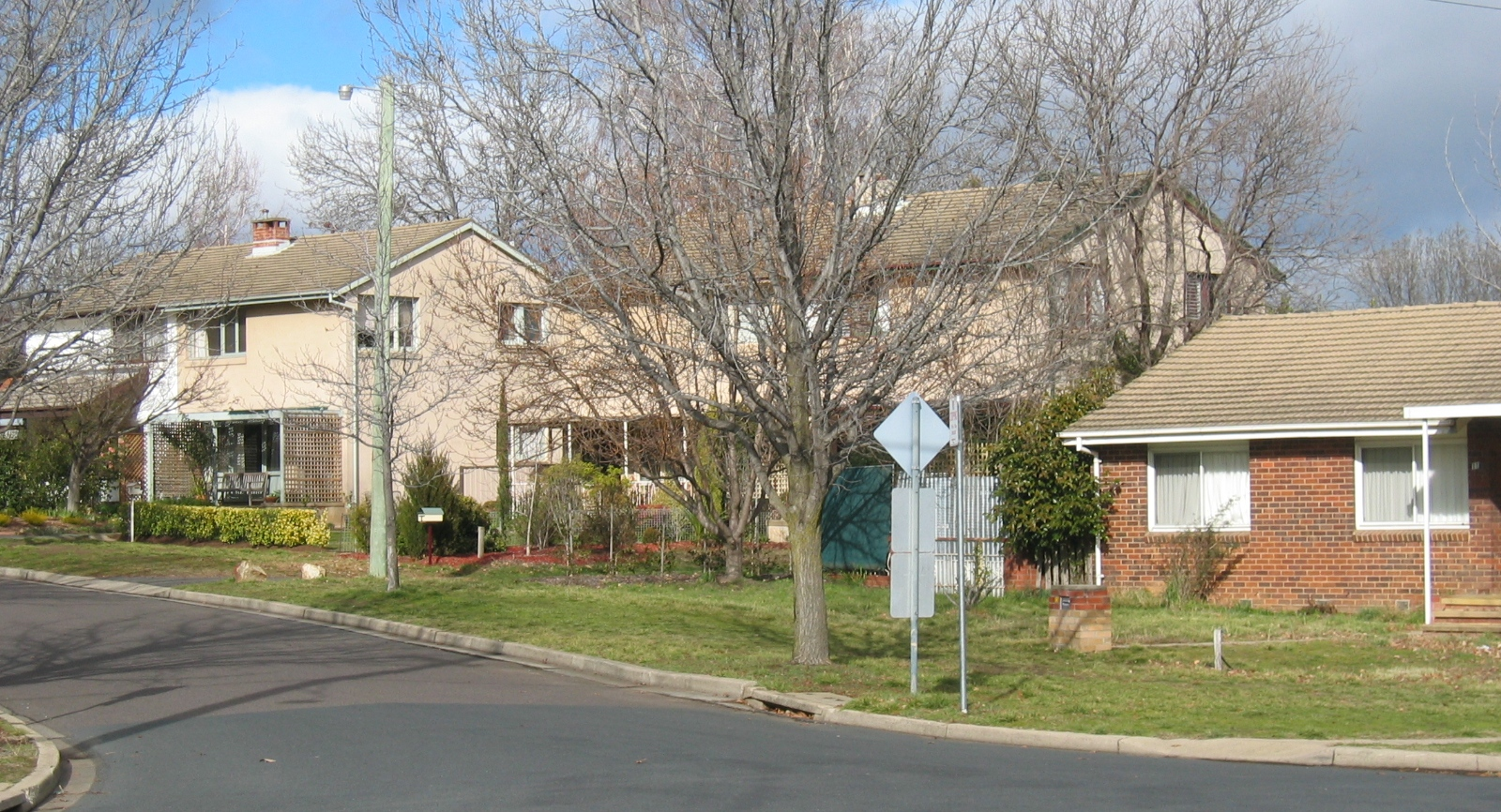
Rue résidentielle de Canberra Nord.

Canberra Nord est un district de Canberra, la capitale de l'Australie, comprenant 15 quartiers (suburbs), 27 982 logements et 61 188 habitants. Un des plus anciens quartiers de Canberra, il possède bon nombre des plus vieilles habitations de la banlieue nord. 
Canberra Nord est située au nord et à l'est du centre-ville de Canberra, au nord du lac Burley Griffin et à l'ouest du mont Majura et au sud du mont Ainslie et est bordée au nord par la Barton Highway et la Federal Highway. 
Il est construit en partie conformément aux plans de Walter Burley Griffin.